# Lonicera minutiflora
Lonicera minutiflora är en kaprifolväxtart som beskrevs av Hermann Zabel. Lonicera minutiflora ingår i släktet tryar, och familjen kaprifolväxter. Inga underarter finns listade i Catalogue of Life.